# Mecyna trinalis
Mecyna trinalis is een vlinder uit de familie van de grasmotten (Crambidae), uit de onderfamilie van de Spilomelinae. De wetenschappelijke naam van deze soort is voor het eerst voorgesteld als Pyralis trinalis door Michael Denis en Ignaz Schiffermüller in een publicatie uit 1775.

## Verspreiding
De soort komt voor in Midden- en Zuid-Europa, West-Azië en Noordwest-Afrika.

## Waardplanten
De rups leeft op Helianthemum canum (Cistaceae).